# ريتشارد غويدري
ريتشارد غويدري (بالإنجليزية: Richard Guidry)‏ هو أكاديمي أمريكي، ولد في 18 أكتوبر 1949 في غويدان في الولايات المتحدة، وتوفي في 27 يوليو 2008 في لافاييت في الولايات المتحدة.